# Copa Pan-Americana de Voleibol Feminino de 2006
O Copa Pan-Americana de Voleibol Feminino de 2006 foi a 5ª edição do torneio organizado pela União Pan-Americana de Voleibol (UPV), em parceria com a NORCECA e CSV, realizado no período de 27 de junho - 8 de julho na cidade de San Juan (Porto Rico), cujas partidas foram realizadas no Coliseu Roberto Clemente e também Pedrín Zorrilla Coliseum; competição que contou com a participação de doze equipes, serviu também como classificatório para edição do Grand Prix de Voleibol de 2007.

## Seleções participantes
As seguintes seleções participaram da Copa Pan-Americana de Voleibol Feminino:
| Equipe               | Última participação |
| -------------------- | ------------------- |
| Porto Rico           | (Sede), 5º em 2005  |
| Argentina            | 9º em 2005          |
| Barbados             | 10º em 2005         |
| Brasil               | 3º em 2005          |
| Canadá               | 6º em 2005          |
| Costa Rica           | 11º em 2005         |
| Cuba                 | 1º em 2005          |
| Estados Unidos       | 4º em 2005          |
| México               | 7º em 2005          |
| Peru                 | Estreante           |
| República Dominicana | 2º em 2005          |
| Venezuela            | 8º em 2005          |

## Formato da disputa
As doze seleções foram divididas proporcionalmente em Grupos A e B; em cada grupo as seleções se enfrentam entre si, e ao final dos confrontos a melhor equipe de cada grupo classifica-se automaticamente para as semifinais; já as segundas e terceiras posições disputaram as quartas de final (cruzamento olímpico).
As equipes posicionadas na quarta e quinta posição de cada grupo disputaram as classificações do quinto ao décimo segundo lugares.
Os perdedores das quartas de final disputaram as classificações do sétimo ao décimo lugares, já os  vencedores das quartas de final disputaram as semifinais e destes confrontos as melhores equipes fizeram a final e os perdedores a disputa do bronze.
A pontuação conforme regulamento da competição foi firmada da seguinte forma:
- Partida vencida = 2 pontos;
- Partida perdida = 1 ponto;
- Partida abandonada = 0 ponto.

Em caso de desempate, foram adotados os seguintes critérios:
1. Proporção entre pontos ganhos e pontos perdidos (razão de pontos).
2. Proporção entre os sets ganhos e os sets perdidos (relação Sets).
3. Se o empate persistir entre duas equipes, a prioridade é dada à equipe que venceu a última partida entre as equipes envolvidas.
4. Se o empate persistir entre três equipes ou mais, uma nova classificação será feita levando-se em conta apenas as partidas entre as equipes envolvidas.

## Fase classificatória
Classificação

## Grupo A
|     |                      |     | Jogos | Jogos | Jogos | Resultados | Resultados | Resultados | Resultados | Resultados | Resultados | Sets | Sets | Sets  | Pontos | Pontos | Pontos |
| Pos | Equipe               | Pts | T     | V     | D     | 3–0        | 3–1        | 3–2        | 2–3        | 1–3        | 0–3        | V    | P    | R     | V      | P      | R      |
| --- | -------------------- | --- | ----- | ----- | ----- | ---------- | ---------- | ---------- | ---------- | ---------- | ---------- | ---- | ---- | ----- | ------ | ------ | ------ |
| 1   | Brasil               | 13  | 5     | 4     | 1     | 3          | 1          | 0          | 1          | 0          | 0          | 14   | 4    | 3.500 | 429    | 319    | 1.345  |
| 2   | República Dominicana | 12  | 5     | 4     | 1     | 3          | 1          | 0          | 0          | 1          | 0          | 13   | 4    | 3.250 | 406    | 349    | 1.163  |
| 3   | Porto Rico           | 11  | 5     | 4     | 1     | 1          | 2          | 1          | 0          | 0          | 1          | 12   | 7    | 1.714 | 434    | 384    | 1.130  |
| 4   | Canadá               | 6   | 5     | 2     | 3     | 2          | 0          | 0          | 0          | 2          | 1          | 8    | 9    | 0.889 | 368    | 357    | 1.031  |
| 5   | México               | 3   | 5     | 1     | 4     | 0          | 1          | 0          | 0          | 1          | 3          | 4    | 13   | 0.308 | 319    | 400    | 0.798  |
| 6   | Costa Rica           | 0   | 5     | 0     | 5     | 0          | 0          | 0          | 0          | 1          | 4          | 1    | 15   | 0.067 | 250    | 397    | 0.630  |

Resultados
| 29 de junho de 2006 15:00 Relatório | Canadá | 3 — 0             | Costa Rica | Pedrín Zorrilla Coliseum, San Juan (Porto Rico) Público: 200 |
| 29 de junho de 2006 15:00 Relatório | 25     | Set 1 Set 2 Set 3 | 15 20 6    | Pedrín Zorrilla Coliseum, San Juan (Porto Rico) Público: 200 |

| 29 de junho de 2006 17:00 Relatório | Brasil   | 3 — 1                   | República Dominicana | Coliseu Roberto Clemente, San Juan (Porto Rico) Público: 503 |
| 29 de junho de 2006 17:00 Relatório | 25 24 25 | Set 1 Set 2 Set 3 Set 4 | 21 26 15 19          | Coliseu Roberto Clemente, San Juan (Porto Rico) Público: 503 |

| 29 de junho de 2006 20:30 Relatório | Porto Rico | 3 — 1                   | México      | Coliseu Roberto Clemente, San Juan (Porto Rico) Público: 2000 |
| 29 de junho de 2006 20:30 Relatório | 18 25      | Set 1 Set 2 Set 3 Set 4 | 25 14 18 19 | Coliseu Roberto Clemente, San Juan (Porto Rico) Público: 2000 |

| 30 de junho de 2006 15:00 Relatório | República Dominicana | 3 — 0             | Costa Rica | Pedrín Zorrilla Coliseum, San Juan (Porto Rico) Público: 100 |
| 30 de junho de 2006 15:00 Relatório | 25                   | Set 1 Set 2 Set 3 | 12 11 19   | Pedrín Zorrilla Coliseum, San Juan (Porto Rico) Público: 100 |

| 30 de junho de 2006 16:00 Relatório | Brasil | 3 — 0             | México  | Coliseu Roberto Clemente, San Juan (Porto Rico) Público: 520 |
| 30 de junho de 2006 16:00 Relatório | 25     | Set 1 Set 2 Set 3 | 8 12 19 | Coliseu Roberto Clemente, San Juan (Porto Rico) Público: 520 |

| 30 de junho de 2006 20:00 Relatório | Porto Rico | 3 — 1                   | Canadá   | Coliseu Roberto Clemente, San Juan (Porto Rico) Público: 2300 |
| 30 de junho de 2006 20:00 Relatório | 23 25      | Set 1 Set 2 Set 3 Set 4 | 25 14 20 | Coliseu Roberto Clemente, San Juan (Porto Rico) Público: 2300 |

| 1 de julho de 2006 15:00 Relatório | México | 3 — 1                   | Costa Rica  | Pedrín Zorrilla Coliseum, San Juan (Porto Rico) Público: 100 |
| 1 de julho de 2006 15:00 Relatório | 22 25  | Set 1 Set 2 Set 3 Set 4 | 25 21 18 16 | Pedrín Zorrilla Coliseum, San Juan (Porto Rico) Público: 100 |

| 1 de julho de 2006 18:00 Relatório | República Dominicana | 3 — 1                   | Canadá      | Coliseu Roberto Clemente, San Juan (Porto Rico) Público: 1200 |
| 1 de julho de 2006 18:00 Relatório | 26 18 25             | Set 1 Set 2 Set 3 Set 4 | 24 25 13 22 | Coliseu Roberto Clemente, San Juan (Porto Rico) Público: 1200 |

| 1 de julho de 2006 20:00 Relatório | Brasil         | 2 — 3                         | Porto Rico  | Coliseu Roberto Clemente, San Juan (Porto Rico) Público: 3200 |
| 1 de julho de 2006 20:00 Relatório | 25 20 22 25 13 | Set 1 Set 2 Set 3 Set 4 Set 5 | 19 25 18 15 | Coliseu Roberto Clemente, San Juan (Porto Rico) Público: 3200 |

| 2 de julho de 2006 15:00 Relatório | República Dominicana | 3 — 0             | México   | Pedrín Zorrilla Coliseum, San Juan (Porto Rico) Público: 305 |
| 2 de julho de 2006 15:00 Relatório | 25 27                | Set 1 Set 2 Set 3 | 17 16 25 | Pedrín Zorrilla Coliseum, San Juan (Porto Rico) Público: 305 |

| 2 de julho de 2006 16:00 Relatório | Brasil | 3 — 0             | Canadá   | Coliseu Roberto Clemente, San Juan (Porto Rico) Público: 1200 |
| 2 de julho de 2006 16:00 Relatório | 25     | Set 1 Set 2 Set 3 | 22 21 12 | Coliseu Roberto Clemente, San Juan (Porto Rico) Público: 1200 |

| 2 de julho de 2006 18:00 Relatório | Porto Rico | 3 — 0             | Costa Rica | Coliseu Roberto Clemente, San Juan (Porto Rico) Público: 2000 |
| 2 de julho de 2006 18:00 Relatório | 25         | Set 1 Set 2 Set 3 | 14 20 11   | Coliseu Roberto Clemente, San Juan (Porto Rico) Público: 2000 |

| 3 de julho de 2006 14:00 Relatório | Canadá | 3 — 0             | México   | Coliseu Roberto Clemente, San Juan (Porto Rico) Público: 150 |
| 3 de julho de 2006 14:00 Relatório | 25     | Set 1 Set 2 Set 3 | 14 19 16 | Coliseu Roberto Clemente, San Juan (Porto Rico) Público: 150 |

| 3 de julho de 2006 15:00 Relatório | Brasil | 3 — 0             | Costa Rica | Pedrín Zorrilla Coliseum, San Juan (Porto Rico) Público: 100 |
| 3 de julho de 2006 15:00 Relatório | 25     | Set 1 Set 2 Set 3 | 13 16      | Pedrín Zorrilla Coliseum, San Juan (Porto Rico) Público: 100 |

| 3 de julho de 2006 20:00 Relatório | Canadá   | 0 — 3             | México   | Coliseu Roberto Clemente, San Juan (Porto Rico) Público: 4500 |
| 3 de julho de 2006 20:00 Relatório | 19 27 20 | Set 1 Set 2 Set 3 | 25 29 25 | Coliseu Roberto Clemente, San Juan (Porto Rico) Público: 4500 |

## Grupo B
|     |                |     | Jogos | Jogos | Jogos | Resultados | Resultados | Resultados | Resultados | Resultados | Resultados | Sets | Sets | Sets   | Pontos | Pontos | Pontos |
| Pos | Equipe         | Pts | T     | V     | D     | 3–0        | 3–1        | 3–2        | 2–3        | 1–3        | 0–3        | V    | P    | R      | V      | P      | R      |
| --- | -------------- | --- | ----- | ----- | ----- | ---------- | ---------- | ---------- | ---------- | ---------- | ---------- | ---- | ---- | ------ | ------ | ------ | ------ |
| 1   | Cuba           | 15  | 5     | 5     | 0     | 4          | 1          | 0          | 0          | 0          | 0          | 15   | 1    | 15,000 | 398    | 289    | 1.377  |
| 2   | Estados Unidos | 12  | 5     | 4     | 1     | 4          | 0          | 0          | 0          | 1          | 0          | 13   | 3    | 4.333  | 397    | 282    | 1.408  |
| 3   | Peru           | 9   | 5     | 3     | 2     | 1          | 2          | 0          | 0          | 0          | 2          | 9    | 8    | 1.125  | 386    | 388    | 0.995  |
| 4   | Venezuela      | 5   | 5     | 2     | 3     | 1          | 0          | 1          | 0          | 1          | 2          | 7    | 11   | 0.636  | 389    | 383    | 1.016  |
| 5   | Argentina      | 4   | 5     | 1     | 4     | 1          | 0          | 0          | 1          | 1          | 2          | 6    | 12   | 0.500  | 344    | 402    | 0.856  |
| 6   | Barbados       | 0   | 5     | 0     | 5     | 0          | 0          | 0          | 0          | 0          | 5          | 0    | 15   | 0,000  | 205    | 375    | 0.547  |

Resultados
| 29 de junho de 2006 13:00 Relatório | Venezuela | 3 — 0             | Barbados | Pedrín Zorrilla Coliseum, San Juan (Porto Rico) Público: 100 |
| 29 de junho de 2006 13:00 Relatório | 25        | Set 1 Set 2 Set 3 | 10 20 7  | Pedrín Zorrilla Coliseum, San Juan (Porto Rico) Público: 100 |

| 29 de junho de 2006 13:00 Relatório | Estados Unidos | 3 — 0             | Peru     | Coliseu Roberto Clemente, San Juan (Porto Rico) Público: 371 |
| 29 de junho de 2006 13:00 Relatório | 25             | Set 1 Set 2 Set 3 | 18 17 20 | Coliseu Roberto Clemente, San Juan (Porto Rico) Público: 371 |

| 29 de junho de 2006 15:00 Relatório | Cuba | 3 — 0             | Argentina | Coliseu Roberto Clemente, San Juan (Porto Rico) Público: 300 |
| 29 de junho de 2006 15:00 Relatório | 25   | Set 1 Set 2 Set 3 | 19 12 16  | Coliseu Roberto Clemente, San Juan (Porto Rico) Público: 300 |

| 30 de junho de 2006 13:00 Relatório | Cuba | 3 — 0             | Barbados | Pedrín Zorrilla Coliseum, San Juan (Porto Rico) Público: 100 |
| 30 de junho de 2006 13:00 Relatório | 25   | Set 1 Set 2 Set 3 | 7 22 9   | Pedrín Zorrilla Coliseum, San Juan (Porto Rico) Público: 100 |

| 30 de junho de 2006 14:00 Relatório | Peru     | 3 — 1                   | Venezuela   | Coliseu Roberto Clemente, San Juan (Porto Rico) Público: 200 |
| 30 de junho de 2006 14:00 Relatório | 25 23 25 | Set 1 Set 2 Set 3 Set 4 | 23 25 23 21 | Coliseu Roberto Clemente, San Juan (Porto Rico) Público: 200 |

| 30 de junho de 2006 18:00 Relatório | Estados Unidos | 3 — 0                   | Argentina | Coliseu Roberto Clemente, San Juan (Porto Rico) Público: 582 |
| 30 de junho de 2006 18:00 Relatório | 25             | Set 1 Set 2 Set 3 Set 4 | 9 14 12   | Coliseu Roberto Clemente, San Juan (Porto Rico) Público: 582 |

| 1 de julho de 2006 13:00 Relatório | Estados Unidos | 3 — 0             | Barbados | Pedrín Zorrilla Coliseum, San Juan (Porto Rico) Público: 100 |
| 1 de julho de 2006 13:00 Relatório | 25             | Set 1 Set 2 Set 3 | 8 17 11  | Pedrín Zorrilla Coliseum, San Juan (Porto Rico) Público: 100 |

| 1 de julho de 2006 14:00 Relatório | Peru     | 3 — 1                   | Argentina   | Coliseu Roberto Clemente, San Juan (Porto Rico) Público: 526 |
| 1 de julho de 2006 14:00 Relatório | 25 29 25 | Set 1 Set 2 Set 3 Set 4 | 20 18 31 21 | Coliseu Roberto Clemente, San Juan (Porto Rico) Público: 526 |

| 1 de julho de 2006 16:00 Relatório | Cuba | 3 — 0             | Venezuela | Coliseu Roberto Clemente, San Juan (Porto Rico) Público: 600 |
| 1 de julho de 2006 16:00 Relatório | 25   | Set 1 Set 2 Set 3 | 16 17 21  | Coliseu Roberto Clemente, San Juan (Porto Rico) Público: 600 |

| 2 de julho de 2006 13:00 Relatório | Peru | 3 — 0             | Barbados | Pedrín Zorrilla Coliseum, San Juan (Porto Rico) Público: 50 |
| 2 de julho de 2006 13:00 Relatório | 25   | Set 1 Set 2 Set 3 | 18 17 21 | Pedrín Zorrilla Coliseum, San Juan (Porto Rico) Público: 50 |

| 2 de julho de 2006 14:00 Relatório | Argentina      | 2 — 3                         | Venezuela   | Coliseu Roberto Clemente, San Juan (Porto Rico) Público: 700 |
| 2 de julho de 2006 14:00 Relatório | 25 21 15 25 11 | Set 1 Set 2 Set 3 Set 4 Set 5 | 22 25 23 15 | Coliseu Roberto Clemente, San Juan (Porto Rico) Público: 700 |

| 2 de julho de 2006 20:00 Relatório | Cuba        | 3 — 1                   | Estados Unidos | Coliseu Roberto Clemente, San Juan (Porto Rico) Público: 3000 |
| 2 de julho de 2006 20:00 Relatório | 27 25 20 26 | Set 1 Set 2 Set 3 Set 4 | 25 22 25 24    | Coliseu Roberto Clemente, San Juan (Porto Rico) Público: 3000 |

| 3 de julho de 2006 13:00 Relatório | Argentina | 3 — 0             | Barbados | Pedrín Zorrilla Coliseum, San Juan (Porto Rico) Público: 100 |
| 3 de julho de 2006 13:00 Relatório | 25        | Set 1 Set 2 Set 3 | 13 6 19  | Pedrín Zorrilla Coliseum, San Juan (Porto Rico) Público: 100 |

| 3 de julho de 2006 16:00 Relatório | Estados Unidos | 3 — 0             | Venezuela | Coliseu Roberto Clemente, San Juan (Porto Rico) Público: 1050 |
| 3 de julho de 2006 16:00 Relatório | 26 25          | Set 1 Set 2 Set 3 | 24 20 14  | Coliseu Roberto Clemente, San Juan (Porto Rico) Público: 1050 |

| 3 de julho de 2006 18:00 Relatório | Cuba | 3 — 0             | Peru     | Coliseu Roberto Clemente, San Juan (Porto Rico) Público: 2500 |
| 3 de julho de 2006 18:00 Relatório | 25   | Set 1 Set 2 Set 3 | 15 20 19 | Coliseu Roberto Clemente, San Juan (Porto Rico) Público: 2500 |

## Fase final

### Chaveamento final
|  | Quartas de finais | Quartas de finais    | Quartas de finais |  |  | Semifinais | Semifinais           | Semifinais |  |  | Final    | Final                | Final    |
|  |                   |                      |                   |  |  |            |                      |            |  |  |          |                      |          |
|  |                   |                      |                   |  |  | A1         | Brasil               | 3          |  |  |          |                      |          |
|  | B2                | Estados Unidos       | 3                 |  |  | B2         | Estados Unidos       | 1          |  |  |          |                      |          |
|  | A3                | Porto Rico           | 2                 |  |  |            |                      |            |  |  | A1       | Brasil               | 3        |
|  |                   |                      |                   |  |  |            |                      |            |  |  | B1       | Cuba                 | 1        |
|  |                   |                      |                   |  |  | B1         | Cuba                 | 3          |  |  |          |                      |          |
|  | A2                | República Dominicana | 3                 |  |  | A2         | República Dominicana | 1          |  |  | 3° lugar | 3° lugar             | 3° lugar |
|  | B3                | Peru                 | 0                 |  |  |            |                      |            |  |  | B2       | Estados Unidos       | 0        |
|  |                   |                      |                   |  |  |            |                      |            |  |  | A2       | República Dominicana | 3        |

## Décimo primeiro lugar
Resultado
| 5 de julho de 2006 14:00 Relatório | Costa Rica | 3 — 0             | Barbados | Pedrín Zorrilla Coliseum, San Juan (Porto Rico) Público: 100 |
| 5 de julho de 2006 14:00 Relatório | 25         | Set 1 Set 2 Set 3 | 19 16 15 | Pedrín Zorrilla Coliseum, San Juan (Porto Rico) Público: 100 |

## Nono lugar
Resultado
| 5 de julho de 2006 16:00 Relatório | México   | 3 — 1             | Argentina   | Pedrín Zorrilla Coliseum,San Juan (Porto Rico) Público: 750 |
| 5 de julho de 2006 16:00 Relatório | 25 23 25 | Set 1 Set 2 Set 3 | 18 25 21 14 | Pedrín Zorrilla Coliseum,San Juan (Porto Rico) Público: 750 |

## Quartas de final
Resultados
| 5 de julho de 2006 18:00 Relatório | República Dominicana | 3 — 0             | Peru     | Coliseu Roberto Clemente, San Juan (Porto Rico) Público: 500 |
| 5 de julho de 2006 18:00 Relatório | 25                   | Set 1 Set 2 Set 3 | 21 18 13 | Coliseu Roberto Clemente, San Juan (Porto Rico) Público: 500 |

| 5 de julho de 2006 20:00 Relatório | Estados Unidos | 3 — 2                         | Porto Rico | Coliseu Roberto Clemente, San Juan (Porto Rico) Público: 3500 |
| 5 de julho de 2006 20:00 Relatório | 23 22 25 15    | Set 1 Set 2 Set 3 Set 4 Set 5 | 25 22 21 8 | Coliseu Roberto Clemente, San Juan (Porto Rico) Público: 3500 |

## Sétimo lugar
Resultado
| 6 de julho de 2006 14:00 Relatório | Canadá      | 3 — 2                         | Venezuela   | Pedrín Zorrilla Coliseum,San Juan (Porto Rico) Público: 150 |
| 6 de julho de 2006 14:00 Relatório | 25 21 20 19 | Set 1 Set 2 Set 3 Set 4 Set 5 | 17 21 25 17 | Pedrín Zorrilla Coliseum,San Juan (Porto Rico) Público: 150 |

## Quinto lugar
| 6 de julho de 2006 16:00 Relatório | Porto Rico | 3 — 0             | Peru  | Pedrín Zorrilla Coliseum,San Juan (Porto Rico) Público: 180 |
| 6 de julho de 2006 16:00 Relatório | 25         | Set 1 Set 2 Set 3 | 14 22 | Pedrín Zorrilla Coliseum,San Juan (Porto Rico) Público: 180 |

## Semifinais
Resultados
| 6 de julho de 2006 18:00 Relatório | Brasil | 3 — 1                   | Estados Unidos | Coliseu Roberto Clemente, San Juan (Porto Rico) Público: 2700 |
| 6 de julho de 2006 18:00 Relatório | 21 25  | Set 1 Set 2 Set 3 Set 4 | 25 22 17 10    | Coliseu Roberto Clemente, San Juan (Porto Rico) Público: 2700 |

| 6 de julho de 2006 20:00 Relatório | Cuba     | 3 — 1                   | República Dominicana | Coliseu Roberto Clemente, San Juan (Porto Rico) Público: 1000 |
| 6 de julho de 2006 20:00 Relatório | 25 14 25 | Set 1 Set 2 Set 3 Set 4 | 23 22 25 13          | Coliseu Roberto Clemente, San Juan (Porto Rico) Público: 1000 |

## Terceiro lugar
Resultado
| 7 de julho de 2006 16:00 Relatório | Estados Unidos | 0 — 3             | República Dominicana | Coliseu Roberto Clemente, San Juan (Porto Rico) Público: 2600 |
| 7 de julho de 2006 16:00 Relatório | 18 22 20       | Set 1 Set 2 Set 3 | 25                   | Coliseu Roberto Clemente, San Juan (Porto Rico) Público: 2600 |

## Final lugar
Resultado
| 7 de julho de 2006 20:00 Relatório | Brasil   | 3 — 1                   | Cuba        | Coliseu Roberto Clemente, San Juan (Porto Rico) Público: 2600 |
| 7 de julho de 2006 20:00 Relatório | 25 21 25 | Set 1 Set 2 Set 3 Set 4 | 14 25 22 11 | Coliseu Roberto Clemente, San Juan (Porto Rico) Público: 2600 |